# Carson Cistulli

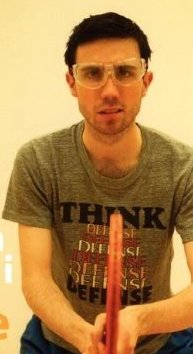
Carson Cistulli

Carson Cistulli (* 23. Dezember 1979 in Concord, New Hampshire) ist ein US-amerikanischer Dichter. Cistulli ist der Autor von Some Common Weaknesses Illustrated (2006) und A Century of Enthousiasm (2007) sowie Herausgeber von The Prostituesdays Anthology (2008).

## Leben und Schaffen
Carson Cistulli ist der Sohn von Philip Cistulli Jr. und Holly Young. Als seine Eltern sich scheiden ließen, ging er auf das Internat der Milton Academy. Hier begann er ernsthaft zu lesen und Gedichte zu schreiben. Frühe Einflüsse waren Arthur Rimbaud und Kenneth Koch.
Er studierte an der Columbia University mit Kenneth Koch und hat seinen Masters Degree von der University of Massachusetts in Amherst.

## Werke
- Englished by Diverse Hands 2003
- Free Radicals: American Poets Before Their First Books 2004
- Some Common Weaknesses Illustrated 2006
- Assorted Fictions 2006
- Origin 2006
- A Century of Enthousiasm 2007
- The Prostituesdays Anthology 2008